# الساندرو فریجریو
الساندرو فریجریو (ایتالیایی: Alessandro Frigerio; ۱۵ نوامبر ۱۹۱۴ – ۱۰ ژانویهٔ ۱۹۷۹) بازیکن و مربی فوتبال اهل سوئیس بود.
از باشگاه‌هایی که در آن بازی کرده‌است می‌توان به باشگاه فوتبال لو آور و باشگاه فوتبال لوگانو اشاره کرد.
وی همچنین در تیم ملی فوتبال سوئیس بازی کرده‌است.